# Jeon Hyeon-chul
Đây là một tên người Triều Tiên, họ là Jeon.
Jeon Hyeon-chul (tiếng Hàn: 전현철; sinh ngày 3 tháng 7 năm 1990) là một cầu thủ bóng đá Hàn Quốc thi đấu ở vị trí tiền đạo cho Daegu FC.

## Thống kê sự nghiệp câu lạc bộ
Tính đến 17 tháng 7 năm 2017
| Thành tích câu lạc bộ | Thành tích câu lạc bộ | Thành tích câu lạc bộ | Giải vô địch | Giải vô địch | Cúp     | Cúp       | Liên lục địa | Liên lục địa | Tổng cộng | Tổng cộng |
| Mùa giải              | Câu lạc bộ            | Giải vô địch          | Số trận      | Bàn thắng    | Số trận | Bàn thắng | Số trận      | Bàn thắng    | Số trận   | Bàn thắng |
| --------------------- | --------------------- | --------------------- | ------------ | ------------ | ------- | --------- | ------------ | ------------ | --------- | --------- |
| 2012                  | Seongnam FC           | K League 1            | 22           | 3            | 0       | 0         | 0            | 0            | 22        | 3         |
| 2013                  | Jeonnam Dragons       | K League 1            | 30           | 6            | 0       | 0         | –            | –            | 30        | 6         |
| 2014                  | Jeonnam Dragons       | K League 1            | 21           | 2            | 0       | 0         | –            | –            | 21        | 2         |
| 2015                  | Jeonnam Dragons       | K League 1            | 20           | 1            | 2       | 2         | –            | –            | 22        | 3         |
| 2016                  | Busan IPark           | K League 2            | 8            | 0            | 1       | 0         | –            | –            | 9         | 0         |
| 2017                  | Busan IPark           | K League 2            | 11           | 0            | 2       | 1         | –            | –            | 13        | 1         |
| Tổng cộng sự nghiệp   | Tổng cộng sự nghiệp   | Tổng cộng sự nghiệp   | 112          | 12           | 5       | 3         | 0            | 0            | 117       | 15        |